# Cayaponia denticulata
Cayaponia denticulata är en gurkväxtart som beskrevs av Ellsworth Paine Killip och Charles Jeffrey. Cayaponia denticulata ingår i släktet Cayaponia och familjen gurkväxter. Inga underarter finns listade i Catalogue of Life.